# Francois-Antoine-Xavier Massimi
Francois-Antoine-Xavier Massimi, francoski general, * 1890, † 1970.